# Listă de pictori turci
Aceasta este o listă de pictori turci.

## A
- İsmail Acar
- Avni Arbas
- Aydin Ayan

## D
- Abidin Dino

## F
- Fikret Mualla

## G
- Erkan Genis

## H
- Osman Hamdi Bey (1842-1910)

## L
- Abdulcelil Levni